# 塞里略斯 (烏拉圭)

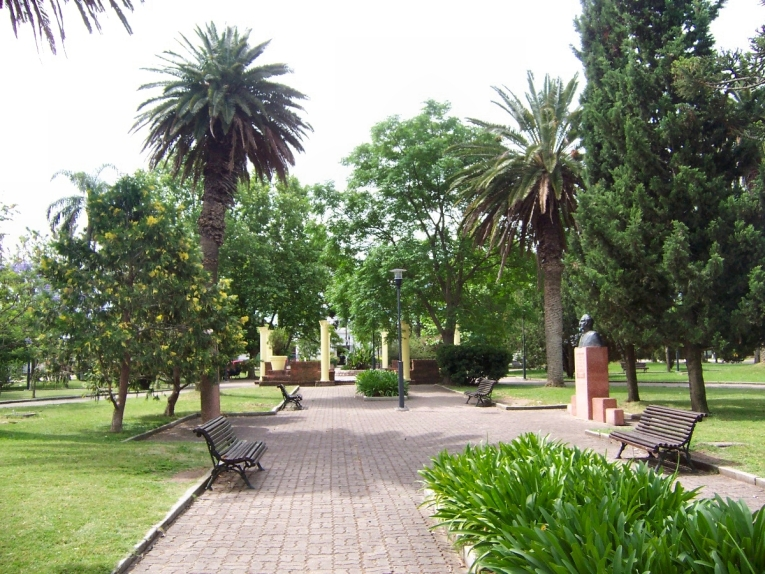

34°36′25″S 56°21′30″W / 34.60694°S 56.35833°W
塞里略斯（西班牙語：Los Cerrillos），是烏拉圭的城鎮，位於該國南部，由卡內洛內斯省負責管轄，處於卡內洛內斯西南面16公里、蒙得維的亞西北面40公里，始建於1896年8月3日，2011年人口2,508。